# 海尔布陵屋
海尔布陵屋（Helblinghaus）位于因斯布鲁克旧城，以其华丽的巴洛克立面而著称。
原来的哥特式房屋建于15世纪，1725年，由司库约翰·菲舍尔买下，在其立面上装饰了众多的石膏花饰，包括花卉、贝壳、果实等。
这所房子得名于它在1800年至1827年的主人塞巴斯蒂安·海尔布陵。

## 参考文献

Bilder
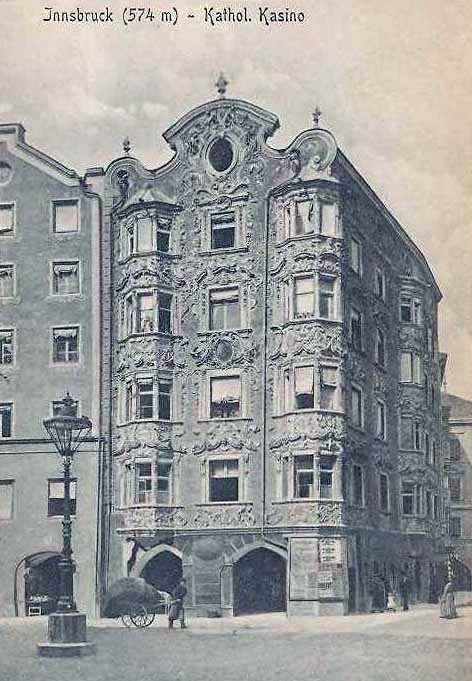
1905年
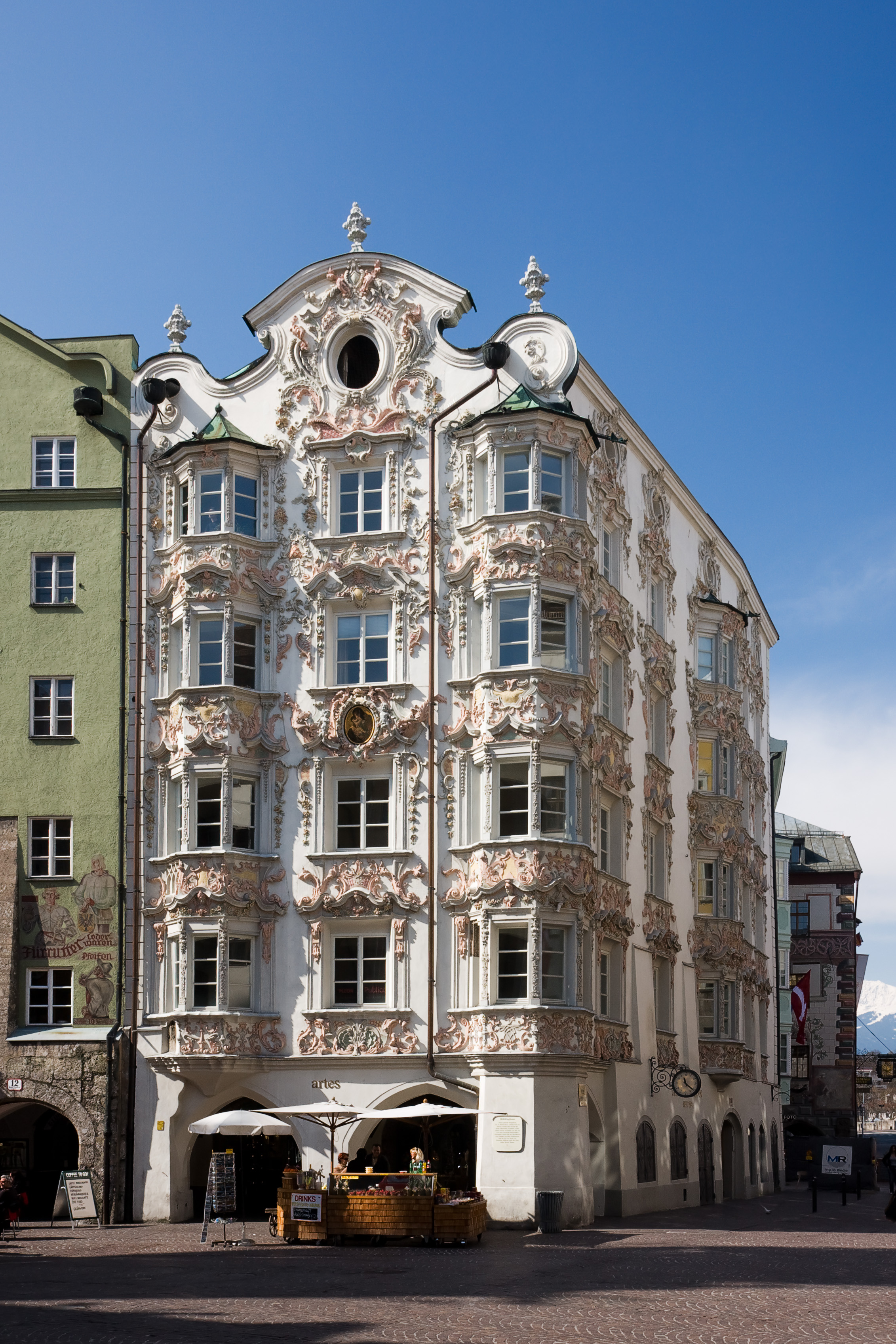
Helblinghaus heute
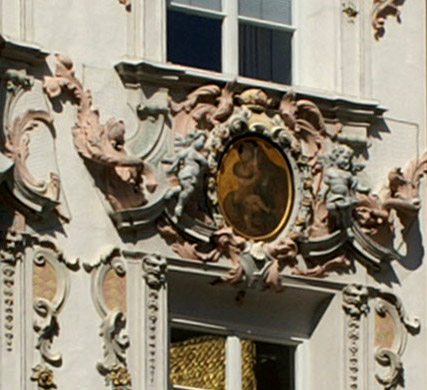
细部